# Intro : Persona
Intro : Persona는 대한민국의 보이그룹 방탄소년단의 여섯 번째 미니 음반 《MAP OF THE SOUL : PERSONA》의 첫 트랙으로, RM의 노래이다.